# Noord-Koreastroom

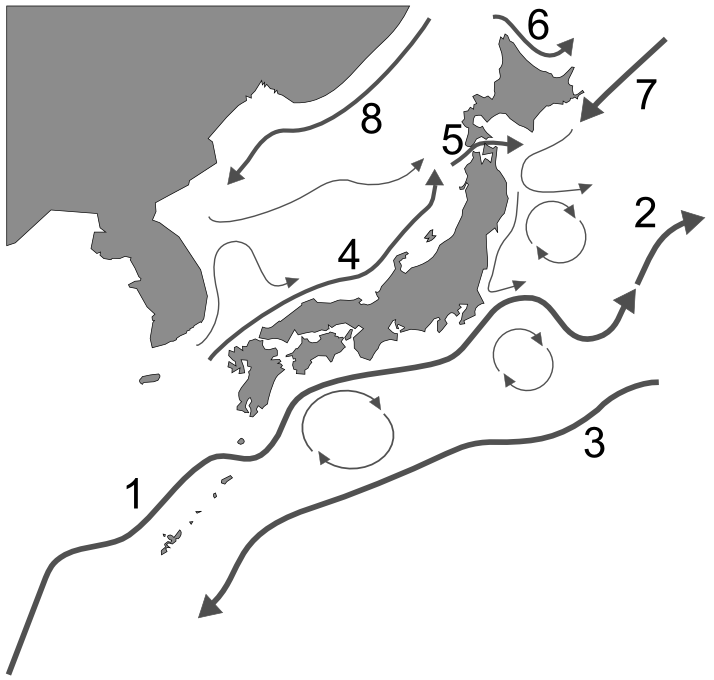
Ter hoogte van het uiteinde van pijl 8

De Noord-Koreastroom is een koude zeestroom in de Japanse Zee. De zeestroom ligt voor de uiterste zuidkust van de Russische kraj Primorje in het uiterste zuidoosten van Siberië en voor de oostkust van Noord-Korea.
Vanuit de Golf van Sachalin in de Zee van Ochotsk takt van de Noord-Ochotskstroom de Limanstroom af, passeert de Tatarensont en loopt daarvandaan in zuidzuidwestelijke richting langs de kraj Primorje. De stroom splitst zich bij Kaap Povorotny, waarbij een sterke stroom zich in de richting van open zee begeeft en de andere tak via de Baai van Peter de Grote samenvloeit met de Noord-Koreastroom en in de richting van Korea stroomt en langs de kust naar het zuiden afbuigt. Voor de Zuid-Koreaanse oostkust botst deze op de warme Oost-Koreastroom, een aftakking van de Tsushimastroom die vanuit het zuiden de Japanse Zee instroomt.